# Ulrich Weiß (Ingenieur)
Ulrich Weiß (* 1968 in Vaihingen an der Enz) ist ein deutscher Ingenieur und Manager. Er war bis November 2015 Chef der Dieselmotorenentwicklung der Audi AG. Bekannt wurde er vor allem durch seinen Rechtsstreit mit der Audi AG im Zuge des Dieselmotoren-Abgasskandals. Während dieses Rechtsstreits belastete er Rupert Stadler, den Vorstandsvorsitzenden der Audi AG, erheblich.

## Karriere
Ulrich Weiß studierte Verbrennungsmotoren an der Universität Stuttgart am Institut Kraftfahrzeugwesen und Verbrennung/Verbrennungsmotoren. Diesen Studiengang schloss er mit dem akademischen Grad Diplom-Ingenieur ab.
Seine berufliche Laufbahn als Versuchsingenieur im Rennsport begann 1994 bei Audi Sport. Im Oktober 2001 wechselte er als Projektleiter zum Formel-1-Bereich der Daimler AG. 2005 bis 2011 verantwortete Ulrich Weiß die Konstruktion der schweren Nutzfahrzeugmotoren bei der Daimler AG. Im Juli 2011 ging Ulrich Weiß zurück zu Audi. Im März 2012 übernahm Weiß die Leitung der Dieselmotorenentwicklung bei Audi von Richard Bauder, der in den Ruhestand ging.
Aufgrund des Abgasskandals wurde Weiß im November 2015 zunächst bezahlt freigestellt und Mitte Februar 2017 fristlos gekündigt. Diese Kündigung wurde von Seiten Audi später zurückgezogen. Audi und Ulrich Weiß trennten sich danach im gegenseitigen Einvernehmen.
Vom 1. April 2019 bis 19. Januar 2024 war Weiß als technischer Geschäftsführer bei der Liebherr Machine Bulle S.A. tätig. Er verantworte dort die Entwicklung von Dieselmotoren für den Baumaschinenkonzern Liebherr.

## Rechtsstreit vor dem Arbeitsgericht
Bereits gegen die bezahlte Freistellung legte Ulrich Weiß über seine Anwälte Klage beim Arbeitsgericht Heilbronn ein. Der ehemalige Chef der Audi-Dieselmotorenentwicklung klagte dort auf Wiedereinstellung. Dabei ging es auch um die Frage, ob die Ingenieure oder das Management die Verantwortung für den jahrelangen Betrug tragen. Hintergrund ist, dass von den jeweiligen Verantwortlichkeiten sehr vieles abhängt, denn wusste das Topmanagement etwas, würden milliardenschwere Klagen von Anlegern folgen.
Während dieses arbeitsrechtlichen Prozesses wurde auch aus internen Papieren aus einem Arbeitskreis aus dem Jahr 2012 zitiert, in denen es um diesen Abgasbetrug ging. Der Arbeitskreis soll direkt Rupert Stadler unterstellt gewesen sein, sagen die Kläger rund um Weiß. Damit wäre der Audi-Vorstand und speziell der Vorstandsvorsitzende Stadler bereits Jahre vor der Aufdeckung des Abgasskandals informiert gewesen. Das wurde von allen Topmanagern abgestritten. Am 21. Februar 2017 las der Anwalt von Ulrich Weiß zudem aus einem Gesprächsprotokoll zwischen Weiß und Stadler zu seiner Freistellung vor: „Stadler betont, dass alles auf Druck von VW und des VW-Aufsichtsrats geschehen ist.“ Als Weiß daraufhin anmerkte, dass er wohl für Vorstand und Aufsichtsrat geopfert werde, soll Stadler geantwortet haben: „Da ist was Wahres dran.“ Diese Aussagen wurden von Stadler abgestritten. Weiß ergänzte, dass „intern Transparenz geherrscht“ habe, was bedeuten würde, dass das Management Bescheid wussten.
Bei einer nächsten Runde vor der fünften Kammer des Heilbronner Arbeitsgerichts wurde den Richtern um den Vorsitzenden Richter Carsten Witt, auf seine ausdrückliche Frage hin, der VW-interne Ermittlungsbericht zur Abgas-Affäre der US-Kanzlei Jones Day verweigert, da dieser laut Audi-Anwälten nicht existiere.
Eine gütliche Einigung schlugen die Anwälte Audis eigener Aussage zufolge angesichts einer von Weiß angeblich geforderten Summe von sechs Millionen Euro zunächst aus, im Oktober 2017 wurde jedoch bekannt, dass Weiß und Audi sich geeinigt hätten, Details wurden nicht genannt.